# HR 4138
Ne doit pas être confondu avec k Carinae (HD 81101).
K Carinae
Désignations
K Carinae (en abrégé K Car), également désignée HR 4138 ou HD 91375, est une étoile de la constellation australe de la Carène. Elle est visible à l'œil nu avec une magnitude apparente de 4,74.

## Environnement stellaire
K Carinae présente une parallaxe annuelle de 12,52 ± 0,17 mas telle que mesurée par le satellite Hipparcos, ce qui permet d'en déduire qu'elle est distante de 261 ± 4 a.l. (∼ 80 pc) de la Terre. Elle s'éloigne du Système solaire à une vitesse radiale héliocentrique de +7,5 km/s. L'étoile ne possède pas de compagnon avec qui elle serait associée au sein d'un système binaire. À en juger par son son mouvement à travers l'espace, elle pourrait être membre du « superamas » de Sirius.

## Propriétés
K Carinae est une étoile de type A qui est en apparence normale. Cependant, il existe des désaccords sur son stade d'évolution, car elle s'est vu attribuer des classes de luminosité d'une étoile sous-géante, sur la séquence principale, ou géante. Chose inattendue pour une étoile de type A, un champ magnétique lui a été détecté.
K Carinae est 2,1 fois plus massive que le Soleil et elle âgée d'environ 400 millions d'années. Elle présente une faible vitesse de rotation projetée de 12 km/s. Le rayon de l'étoile vaut 3,45 fois le rayon solaire, sa luminosité est 75 fois supérieure à celle du Soleil et sa température de surface est de 9 169 K.
L'étoile montre un excès d'émission dans l'infrarouge, ce qui indique la présence d'un disque de débris en orbite. Sa température de corps noir est de 45 K et il est situé à une distance moyenne de 314 ua de son étoile hôte.